# Florabel Vargas
Florabel Vargas Figueroa, alias "Camarada Vilma", es una terrorista peruana miembro del Militarizado Partido Comunista del Perú (MPCP).

## Biografía

### Primeros años
Nació en Chuschi, Ayacucho, en 1980. A finales de los años 80, Florabel junto a su hermana María y sus padres fueron secuestrados por miembros de Sendero Luminoso. Los padres acabaron siendo ejecutados y las menores integrarían la organización subversiva. Se unió a Sendero Luminoso, ayudando a los senderistas a replegarse tras la captura de Abimael Guzmán en la Operación Victoria.  En 1997, la hermana de Florabel, María, fue rescatada por miembros del ejército, pero Florabel y el hijo de María, Roger, quedaron dentro del grupo terrorista. Florabel quedaría a cargo de Roger, según relató este último tras escaparse en el año 2014.
Dentro de la organización subversiva, la "Camarada Vilma" sería la encargada de los "pioneritos". Inició una relación con Marco Antonio Quispe Palomino, alias "Camarada Gabriel", con quien tendría dos hijos: Iván y Marco.

### Ascendiendo en la estructura del MPCP
En el año 2018, Víctor Quispe Palomino, alias "Camarada José", anunció la reestructuración del partido mediante la cual la "Camarada Vilma" se convirtió en parte de la estructura de la organización. En el año 2021, tras la muerte de Jorge Quispe Palomino, alias "Camarada Raúl", la "Camarada Vilma" ascendió convirtiéndose en el cuarto al mando dentro de la agrupación terrorista. La "Camarada Vilma" asumió el cargo de vocera.

### Emboscada de 2020
En el año 2020, la columna de la "Camarada Vilma" emboscó a las fuerzas armadas en el VRAEM. Producto de la emboscada, murió un oficial, un suboficial de la policía y un capitán del ejército.

### Audios de 2021
En el año 2021, se difundió un audio donde la "Camarada Vilma" llamaba a hacer un boicot a las elecciones generales de ese año. La "Camarada Vilma" también lanzó un audio donde amenazaba de muerte a Mario Monteverde, dueño de Radio Tarma, a Beto Ortiz, Milagros Leyva y Jaime Bayly. Producto de estas amenazas, las instalaciones de Radio Tarma fueron atacadas por miembros de la organización subversiva. Tras la victoria de Pedro Castillo, la "Camarada Vilma" lanzó un audio donde le advertía que le aniquilaría a él y a Guido Bellido si ordenaba erradicar la producción de hoja de coca en vez de apoyar la producción.

### Durante la convulsión social
Durante la convulsión social desatada tras el intento de autogolpe de Pedro Castillo, la "Camarada Vilma" junto a Tarcela Loya Vílchez, alias "Camarada Olga", difundieron audios donde solicitaban apoyo de Vladímir Putin y Xi Jinping para derrocar a Dina Boluarte. En dicho audio, ambas afirmarían seguir el Pensamiento Xi Jinping.

### "Tercera Toma de Lima"
En los preparativos para la "Tercera Toma de Lima", la "Camarada Vilma" lanzó un audio donde invocaba a sus seguidores a unirse a las marchas convocadas para el 19 de julio de 2023. En dicho audio, la "Camarada Vilma" llamó a "tomar Lima, tomar las regiones, los departamentos, las provincias, los distritos, los anexos, controlarlo hasta Lima, el agua, la luz, las carreteras, los puentes y demás". También manifestó que se tenía que seleccionar "con precisión los blancos". Las declaraciones de la "Camarada Vilma" fueron rechazadas por el premier Alberto Otárola a la par que la fiscalía inició investigaciones en su contra.

### Captura de Marco Quispe
Marco Quispe Vargas, alias "Gabrielito", y su compañero Alexi Berrocal, alias "Camarada Rafael", fueron capturados el 30 de septiembre de 2023 con explosivos y municiones. Alias "Gabrielito" es el hijo de la "Camarada Vilma".